# دوغلاس إيه -3 سكاي وريور
صممت المقاتلة دوغلاس A-3 أساساً لكي تكون قاذفة قنابل استراتيجية لبحرية الولايات المتحدة.
وكانت من أطول الطائرات خدمة في التاريخ؛ بدأت الخدمة في أواسط الخمسينيات وانتهت خدمتها في 1991.

## المواصفات
1. المهمة الأساسية:تحمل من مقرها طالقات للقنابل النووية.
2. المصنع: دوغلاس
3. الطاقم: ثلاثة ( التجريبية وبومباردير EMC الملاح.
4. التكلفة: N/A
5. المحرك: اثنين من برات أند ويتني ومحركات ارتكاس صنف في اللاتجاه الآخر 10500 رطل
6. الطول:76.4 قدم
7. طول الجناح: 72.6 قدم
8. الوزن فارغة: 39409
9. الوزن معبأة: 70000
10. السرعة: 610 ميل في الساعة
11. الارتفاع: 41000 قدم
12. المدى: 2100 ميل

## روابط خارجية
- http://www.aero-web.org/locator/manufact/douglas/a-3.htm
- http://www.a3skywarrior.com
- http://www.globalaircraft.org/planes/a-3_skywarrior.pl